# Ashington
Ashington es un municipio y una parroquia civil (civil parish) en el condado de Northumberland, al nordeste de Inglaterra, junto a la frontera con Escocia.
Tiene una población de 27 000 personas, según el censo de 2001. Fue centro de la industria minera. El municipio se localiza a unos 24 km (15 millas) al norte de la ciudad de Newcastle upon Tyne, al oeste de la A189. Al sur del municipio encontramos el Río Wansbeck. La localidad de Newbiggin-by-the-Sea, en la costa del Mar del Norte, se encuentra a tan sólo 5 km (3 millas) del centro del municipio.
Muchos habitantes poseen acento distintivo, y un dialecto conocido como Pitmatic. Estas variades del dialecto regional se conocen como Geordie.
Ha sido ciudad natal del célebre futbolista Robert "Bobby" Charlton (1937-2023), considerado el mejor futbolista inglés de todos los tiempos; una estatua de bronce lo recuerda.